# Euraudax
Euraudax er et march-/ vandrekoncept, som skal betragtes som en test i udholdenhed og regelmæssighed uden konkurrence.
Marcherne har været afholdt i flere europæiske lande siden 1904.
I Danmark blev den første march i dette regi afholdt i afholdt i 1987 i Holbæk.
Marcherne har faste distancer på 25 , 50 , 75 , 100 , 125 eller 150 km.
Marcherne er ført, det vil sige at respektive marcher har en leder, som fastholder en gennemsnitsfart på fem kilometer i timen, hvilket betyder at 100 km skal tilbagelægges på 20 timer inklusive hvil.
I en særlig stempelbog kan deltagelse i et Euraudax-arrangement indføres for verifikation.
Efter deltagelse i et antal ture af given længde, vil man have ret til at bære betegnelserne, bronze-, sølv og guldørn i henhold til Euraudax-reglementet.